# Howard DGA-8
Howard DGA-8, DGA-9, DGA-11 và DGA-12 là dòng máy bay hạng nhẹ do Howard Aircraft Corporation tại Chicago, Illinois chế tạo từ năm 1936.

## Biến thể
- DGA-8
- DGA-9
- DGA-11
- DGA-12
- UC-70

## Tính năng kỹ chiến thuật (DGA-11)
Đặc điểm tổng quát
- Kíp lái: 1
- Sức chứa: 3 hành khách
- Chiều dài: 25 ft 5 in (7,75 m)
- Sải cánh: 38 ft 0 in (11,59 m)
- Chiều cao: 8 ft 5 in (2,57 m)
- Diện tích cánh: 185 ft²[1] (17,2 m²)
- Kết cấu dạng cánh: NACA 2R212
- Trọng lượng rỗng: 2.450 lb (1.111 kg)
- Trọng lượng có tải: 4.100 lb (1.860 kg)
- Trọng lượng cất cánh tối đa: 4.100 lb (1.860 kg)
- Động cơ: 1 × Pratt & Whitney R-985, 400-450 hp (299-336 kW)

 Hiệu suất bay 
- Tốc độ không vượt quá: 288 mph
- Vận tốc cực đại: 170 knot (196 mph, 315 km/h)
- Vận tốc tắt ngưỡng: 69 mph ()
- Tầm bay: 869 nm (1.000 dặm, 1.609 km)
- Trần bay: 26.000 ft (7.926 m)
- Tải trên cánh: 22,2 lb/ft² (108 kg/m²)
- Công suất/trọng lượng: 0,11 hp/lb ()